# Gamer Network
Gamer Network Limited (ранее Eurogamer Network Limited) — британская медиакомпания, базирующаяся в Брайтоне. Основанная в 1999 году Рупертом и Ником Ломанами, она владеет брендами: в первую очередь, редакционными веб—сайтами, относящимися к журналистике видеоигр, и другими бизнесами, связанным с видеоиграми. Ее флагманский веб-сайт Eurogamer был запущен вместе с компанией. В феврале 2018 года Gamer Network была приобретена ReedPop. В мае 2024 года ReedPop продала Gamer Network компании IGN.
Gamer Network также занимается организацией выставки EGX.

## История
Gamer Network была основана под названием Eurogamer Network в 1999 году братьями Рупертом и Ником Ломанами. Она была создана одновременно с открытием своего флагманского веб-сайта Eurogamer, который сам был запущен 4 сентября 1999 года. Ник Ломан покинул бизнес в 2004 году, чтобы продолжить карьеру в медицине и «конкурентной борьбе».
В феврале 2011 года Eurogamer Network приобрела американский издательский дом Hammersuit, а также его IndustryGamers.com и Modojo.com веб-сайты. 1 марта 2013 года, в соответствии с международной экспансией, Eurogamer Network объявила, что сменила своё название на Gamer Network. В рамках ребрендинга Eurogamer Events был переименован в Gamer Events, в то время как Hammersuit также принял название Gamer Network. В октябре Саймон Максвелл был повышен с должности директора по издательскому делу группы до главного операционного директора.
26 февраля 2018 года было объявлено, что ReedPop, подразделение Reed Exhibitions, которое организует выставки видеоигр, например, PAX, приобрело Gamer Network. В то время как Руперт Ломан оставался главным исполнительным директором Gamer Network, Максвелл стал управляющим директором компании и вице-президентом по операциям ReedPop в Великобритании. Ломан покинул компанию в феврале 2020 года.
В сентябре 2020 года ReedPop провела ряд увольнений на многих сайтах Gamer Network. В ноябре 2020 года оставшиеся сотрудники Usgamer’а, которые были сокращены с девяти до четырех после предыдущих увольнений, сообщили, что ReedPop закрывает сайт к концу года.

## Бренды

### Редакционные веб-сайты
- Dicebreaker — веб-сайт и канал YouTube, ориентированный на настольные игры, были запущены Gamer Network в августе 2019 года..[11] Его главным редактором является Мэтт Джарвис.[12]
- Eurogamer — флагманский веб-сайт Gamer Network, посвященный новостям видеоигр; запущен в 1999 году совместно с компанией[2]. Бренд Eurogamer лицензирован 8 региональными подразделениями, которые ведут репортажи на языке своего региона. Его главным редактором является Мартин Робинсон.[13]
- GamesIndustry.biz — веб-сайт, посвященный бизнес-аспектам индустрии видеоигр; запущен под эгидой Eurogamer Network в 2002 году.[14] Его главным редактором является Джеймс Батчелор.[15]
- Outside Xbox — YouTube-канал, посвященный новостям игр для Xbox; запущен в 2012 году Eurogamer Network и Энди Фаррантом, Майком Ченнеллом и Джейн Дуглас, тремя редакторами других изданий, ориентированных на Xbox.[16]
- Outside Xtra — канал YouTube, посвященный мультиплатформенным новостям (не для Xbox), таким как PlayStation, Nintendo, VR и PC; запущен в 2016 году сторонними разработчиками Xbox и Эллен Роуз и Люком Уэстауэем, автором и ведущим Xbox On и старшим редактором CNET соответственно.[17]
- Rock Paper Shotgun — веб-сайт, посвященный новостям о персональных компьютерных играх, запущенный в 2007 году Кироном Гилленом, Алеком Меером, Джоном Уокером и Джимом Россиньолем; стал партнером Eurogamer Network в 2010 году и приобретен ею в 2017 году.[18][19] Его главным редактором является Кэтрин Касл.[20]
- VG247 — новостной сайт о видеоиграх, созданный в 2008 году в партнерстве между Eurogamer Network и Патриком Гарраттом.[21] Его главным редактором является Том Орри.[22]

### Другие
- Jelly Deals — веб-сайт, посвященный продажам видеоигр; запущен в 2016 году.[23]

### Основанные
- Gamer Creative — собственное креативное агентство Gamer Network; основано и возглавляется Джошем Хитоном.[24]
- Gamer’s Edition — проект, который производит товары и специальные выпуски для видеоигр; запущен в 2013 году, его первыми проектами были специальные выпуски для Papers, Please и подборка из Hotline Miami и Hotline Miami 2: Wrong Number.[25][26]
- Metabomb — новостной сайт о видеоиграх с акцентом на киберспорт; запущен под эгидой Gamer Network в 2013 году.[27]
- USgamer (USG) — дочерний сайт Eurogamer, управляемый американскими сотрудниками; запущен в 2013 году[28] и закрыт в 2020.[29] После закрытия содержимое веб-сайта было перенесено в VG247.

## Партнёрские сайты

### Редакционные веб-сайты
- Nintendo Life — веб-сайт, посвященный новостям и обзорам продукции Nintendo, включая видеоигры и программное обеспечение, принадлежащие и управляемые Hookshot Media (ранее Nlife Media)[30]. В нем есть разделы, охватывающие Nintendo Switch, Wii U, Wii, Nintendo 3DS, Nintendo DSi, WiiWare, DSiWare и классические игры, переизданные через Nintendo Virtual Console. Был основан в 2005 году[31][32], приобрел сайты WiiWare World и Virtual Console Reviews в апреле 2009 года[32] и стал партнёром Gamer Network (ранее Eurogamer Network) в 2011 году[33][34][35]. В 2015 году сайт расширил свой канал на YouTube, чтобы получать регулярный контент[36].
- Push Square — веб-сайт, посвященный новостям игр PlayStation; запущен в 2012 году Nintendo Life и Сэмми Баркером.[37]
- Pure Xbox — веб-сайт, посвященный новостям игр для Xbox; перезапущен в 2020 году компанией Nlife Media.[38][39][40]
- Road to VR — новостной сайт о видеоиграх с акцентом на виртуальную реальность; запущен Беном Лэнгом в 2011 году и сотрудничает с Gamer Network в 2017 году..[41][42]
- Time Extension — веб-сайт, посвященный ретрогеймингу; запущен в 2022 году компанией Hookshot Media.[43]
- Video Games Chronicle (VGC) — духовный преемник журнала «Computer and Video Games»; запущен в партнерстве с Gamer Network в 2019 году командой во главе с Энди Робинсоном.[44]

### Другие
- Mod DB — веб-сайт с базой данных модификаций видеоигр; запущен в 2002 году и стал партнером Gamer Network в 2015 году.[45][46]
- Indie DB — дочерний сайт Mod DB, посвященный инди-играм; запущен Mod DB в 2010 году и сотрудничает с Gamer Network вместе с Mod DB в 2015 году..[45][47]